# لوكاس مارتينيز
لوكاس مارتينيز (بالإسبانية: Lucas Martínez) هو لاعب هوكي الحقل أرجنتيني، ولد في 17 نوفمبر عام 1993.

## روابط خارجية
- لوكاس مارتينيز على موقع الاتحاد الدولي للهوكي (الإنجليزية)
- لوكاس مارتينيز على موقع اللجنة الأولمبية الدولية (الإنجليزية)
- لوكاس مارتينيز على موقع أوليمبيديا (الإنجليزية)
- لوكاس مارتينيز على موقع اللجنة الأولمبية الأرجنتينية (الإسبانية)